# Maya Plisetskaia

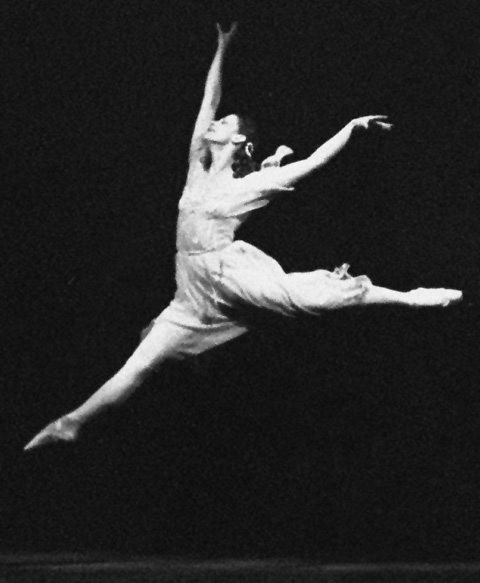
Maya Plisetskaya em Romeu e Julieta em 1961

Maya Mikhaylovna Plisetskaya (em russo:  Ма́йя Миха́йловна Плисе́цкая) (Moscou, 20 de novembro de 1925 — Munique, 2 de maio de 2015) foi uma bailarina, coreógrafa, diretora de ballet e atriz russa, considerada uma das maiores dançarinas de balé do século XX. Dançou durante ao mesmo tempo que a famosa Galina Ulanova, tomando dela, em 1960, o título de prima ballerina assoluta do Teatro Bolshoi. Fez parte de uma geração de grandes figuras da dança que incluía Margot Fonteyn, Alicia Alonso e Yvette Chauviré.

## Biografia
Maya Plisetskaya entrou na dança aos 3 anos, na Escola de Dança de Moscovo e, apesar de um difícil ambiente familiar (o seu pai Mikhail Plisetski, judeu, foi executado por ordem de Stalin em 1938 e a sua mãe, a atriz Rachel Messerer, também judia, deportada com o seu irmão para um gulag) destacou-se rapidamente na escola do Teatro Bolshoi, sob influência dos seus tios Asaf e Sulamith (Salomé) Messerer, bailarinos desse teatro; foi essa a companhia à qual Maya se uniria em 1943 e da qual se converteu em prima ballerina com apenas 18 anos; começou a sua carreira profissional interpretando A morte do cisne.
Depois de anos de veto, fez digressões internacionais durante as quais visitou países como os Estados Unidos, França, Reino Unido, Itália (onde foi diretora do Ballet da Ópera de Roma), Argentina (atuou com êxito clamoroso no Teatro Colón em 1975–1976 onde regressaria várias vezes) e Espanha (onde dirigiu a Companhia Nacional de Dança), que lhe permitiram conhecer e colaborar com grandes personalidades e obter reconhecimento internacional nos mais importantes teatros.
Atreveu-se a romper a rotina soviética incorporando dança moderna e trabalhando com os coreógrafos Alberto Alonso, Maurice Béjart e Roland Petit, que criaram várias peças para ela, como por exemplo «Carmen», «Isadora» e «La rose malade».
Em comemoração dos seus 80 anos celebrou-se em Moscovo em 2005 uma semana de actividades.
Ela morreu no dia 2 de maio de 2015 aos 89 anos de idade. A causa da morte foi um ataque cardíaco.

## Distinções
Recebeu numerosos prémios e distinções, entre os quais
- Artista do povo da União Soviética (1959)
- Prémio Ana Pavlova de Paris (1962)
- Prémio Lenin (1964)
- Heroi do Trabalho Socialista (1985)
- Legião de Honra (França) (1986)
- Medalha de ouro de mérito em Belas-Artes (Espanha) (1991)
- Medalha de Serviço da Rússia (duas vezes: 1995 e 2000)
- Praemium Imperiale do Japão (2006)
- Prémio Príncipe das Astúrias das Artes (2005)
- Doutora honoris causa pelas Universidades Lomonosov de Moscovo e Sorbonne de Paris.

## Vida pessoal

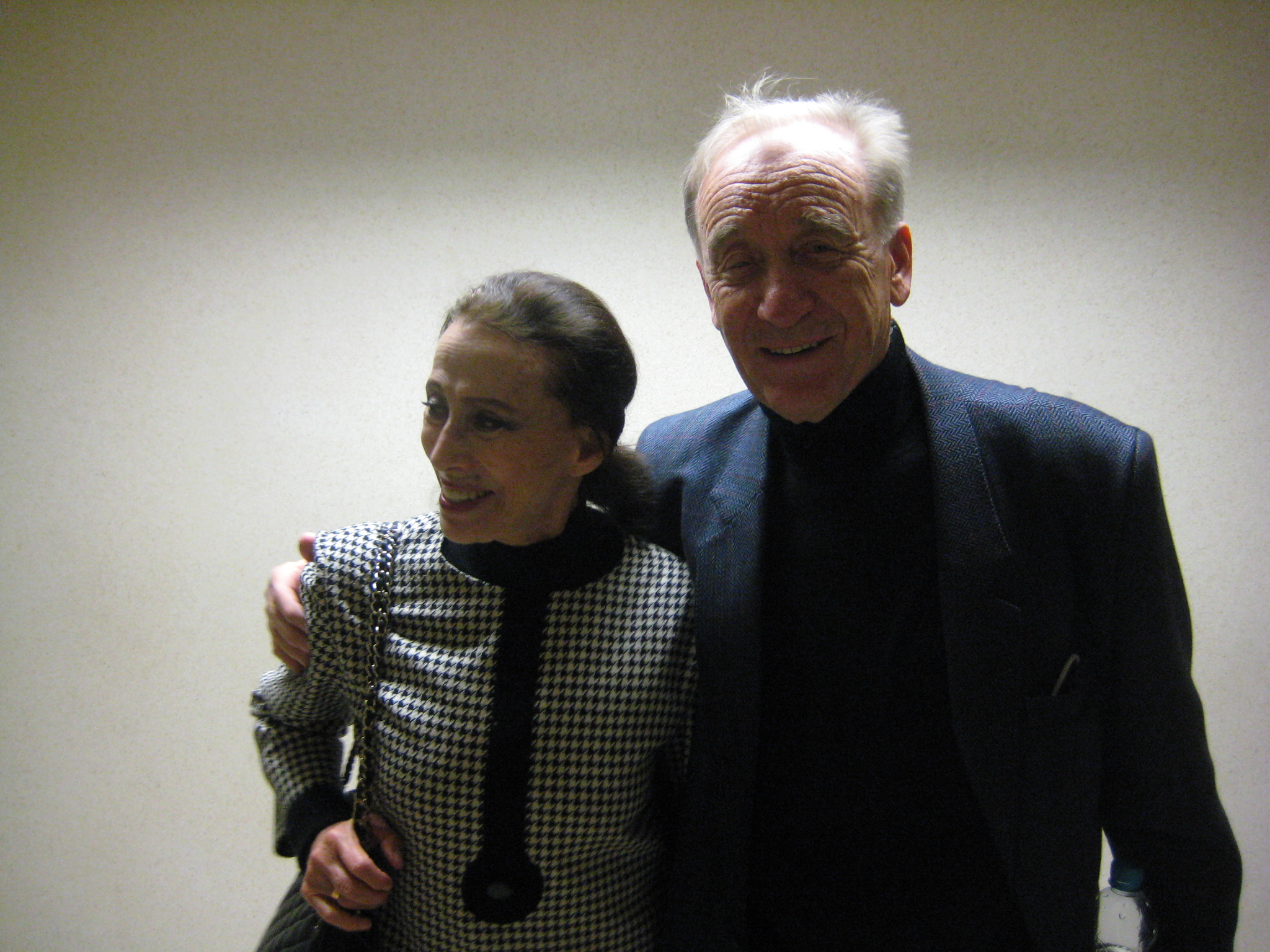
Maya Plisetskaia e o seu marido Rodion Shchedrin em 2009.

Maya Plisetskaia casou com o compositor e pianista russo Rodion Shchedrin. Tiveram uma filha que morreu aos 15 anos, Reychel Meri Schedrín, (1968-1983).
Juntos fundaram uma fundação artística denominada Fundação Internacional Maya Plisetskaya e Rodion Shchedrin.